# Ладислав (Херцеговац)
Ладислав је насељено место у саставу општине Херцеговац у Бјеловарско-билогорској жупанији, Република Хрватска.

## Историја
До територијалне реорганизације у Хрватској налазио се у саставу старе општине Гарешница.

## Становништво
На попису становништва 2011. године, Ладислав је имао 367 становника.

## Попис1991.
На попису становништва 1991. године, насељено место Ладислав је имало 502 становника, следећег националног састава:
| Попис 1991.‍  | Попис 1991.‍  | Попис 1991.‍ | Попис 1991.‍ | Попис 1991.‍ |
| ------------ | ------------ | ----------- | ----------- | ----------- |
|              |              |             |             |             |
| Хрвати       | Хрвати       |             | 429         | 85,45%      |
| Мађари       | Мађари       |             | 24          | 4,78%       |
| Чеси         | Чеси         |             | 22          | 4,38%       |
| Роми         | Роми         |             | 9           | 1,79%       |
| Југословени  | Југословени  |             | 3           | 0,59%       |
| Немци        | Немци        |             | 2           | 0,39%       |
| Срби         | Срби         |             | 2           | 0,39%       |
| неопредељени | неопредељени |             | 10          | 1,99%       |
| непознато    | непознато    |             | 1           | 0,19%       |
| укупно: 502  |              |             |             |             |